# Phoma complanata
Phoma complanata är en lavart som först beskrevs av Tode, och fick sitt nu gällande namn av Jean Baptiste Desmazières 1881. Phoma complanata ingår i släktet Phoma, ordningen Pleosporales, klassen Dothideomycetes, divisionen sporsäcksvampar och riket svampar.   Inga underarter finns listade i Catalogue of Life.